# براندو إيتون
براندو إيتون (بالإنجليزية: Brando Eaton)‏ مواليد 17 يوليو 1986 في لوس أنجلوس، هو ممثل أمريكي بدأ مسيرته الفنية سنة 2006.

## الأعمال
- سي اس آي: التحقيق في موقع الجريمة
- ذا منتاليست
- الوحدة
- إن سي آي إس
- ديكستر
- الحياة السرية لمراهقة أمريكية
- بونز
- نيب/تك
- قصة رعب أمريكية
- إن سي آي إس: لوس أنجلوس

## روابط خارجية
- براندو إيتون على موقع IMDb (الإنجليزية)
- براندو إيتون على موقع أول موفي (الإنجليزية)
- براندو إيتون على موقع قاعدة بيانات الفيلم (الإنجليزية)